# Květa Eretová
Květa Eretová (ur. 21 października 1926 w Pradze, zm. 8 stycznia 2021) – czeska szachistka, arcymistrzyni od 1986 roku.

## Kariera szachowa
Największe sukcesy w karierze osiągnęła w latach 1959 i 1964. Należała wówczas do szerokiej światowej czołówki, dwukrotnie uczestnicząc w turniejach pretendentek (eliminacji mistrzostw świata): zarówno w Płowdiwie (1959), jak i w Suchumi (1964) zajęła wysokie X miejsce. Poza tym w 1979 wystąpiła w Rio de Janeiro w turnieju międzystrefowym, dzieląc VIII-IX lokatę (wraz z Tatianą Zatułowską).
Od połowy lat 50. do połowy 70. była jedną z podstawowych zawodniczek reprezentacji Czechosłowacji. Pomiędzy 1957 a 1974 rokiem pięciokrotnie wystąpiła na szachowych olimpiadach (w tym 2 razy na I szachownicy), zdobywając 3 medale: brązowy wraz z drużyną w roku 1969 oraz indywidualnie srebrny (1957) i brązowy (1969), w obu przypadkach za uzyskane wyniki na II szachownicy. Łącznie rozegrała 44 olimpijskie partie, w których zdobyła 27 pkt. Była absolutną rekordzistką Czechosłowacji pod względem liczby medali zdobytych w indywidualnych mistrzostwach kraju, w swoim dorobku ma ich 23 (10 złotych, 10 srebrnych i 3 brązowe).
Osiągnęła kilka sukcesów w turniejach międzynarodowych, m.in. w Moskwie (1971, dz. II m.), Emmen (1971, dz. II m.) oraz w Halle (1971, dz. II m. z Gertrude Baumstark, za Ljubą Kristol i 1978, II m. za Brigitte Burchardt).
W 1986 r. Międzynarodowa Federacja Szachowa nadała jej honorowy tytuł arcymistrzyni za wyniki osiągnięte w turniejach pretendentek.